# Journal of Popular Music Studies
Journal of Popular Music Studies – czasopismo naukowe wydawane przez amerykański oddział International Association for the Study of Popular Music poświęcone badaniom naukowym nad muzyką rozrywkową.

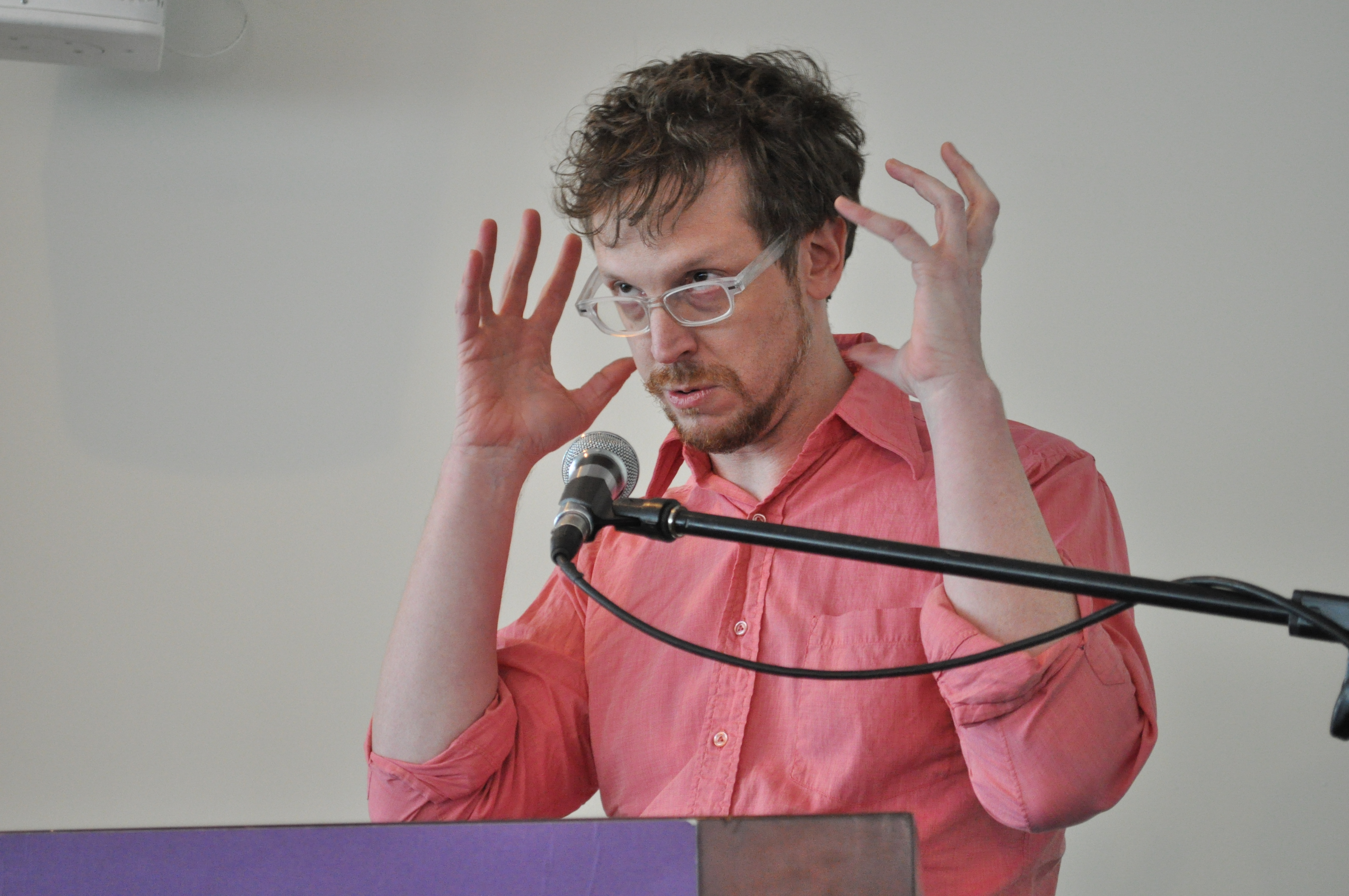
Gustavus Stadler, jeden z redaktorów JPMS w latach 2010-2013

Członkowie amerykańskiego oddziału International Association for the Study of Popular Music (IASPM), stowarzyszenia naukowego zajmującego się tematyką muzyki popularnej (rozrywkowej), postanowili o rozpoczęciu wydawania czasopisma na zjeździe w Pittsburghu w 1987 roku. Pierwszym redaktorem naczelnym został Steve Jones, wówczas adiunkt na University of Wisconsin–Eau Claire. Nowo powstałe pismo nosiło tytuł Tracking z podtytułem Popular Music Studies. Po wydaniu czterech numerów, na zjeździe w Denton uznano, że bardziej prestiżową nazwą będzie Journal of Popular Music Studies i od piątego numeru pismo wydawane jest pod tym tytułem.
Czasopismo publikuje artykuły naukowe i eseje dotyczące muzyki rozrywkowej, zwłaszcza jej wymiaru historycznego, kulturalnego, estetycznego i politycznego, jak również związków nauki o muzyce popularnej z innymi naukami humanistycznymi, zwłaszcza medioznawstwem. Pismo zawiera recenzje książek naukowych, a czasem również koncertów i płyt. W pierwszym zeszycie pierwszego numeru – z wiosny 1988 roku – oprócz aktualności z życia stowarzyszenia i redakcyjnych artykułów wstępnych pojawiły się artykuły poświęcone Kate Bush, Ianowi Andersonowi oraz bardziej ogólnym zagadnieniom dotyczącym muzyki country i rockowej.
Obecnie pismo wydawane jest przez wydawnictwo naukowe John Wiley & Sons. Członkom IASPM i jego krajowych oddziałów udostępniane jest na zasadach prenumeraty.